# Primera División Femenina de baloncesto 1982-83
La temporada 1982-83 de la Liga Femenina fue la 20.ª temporada de la liga femenina de baloncesto. Se disputó entre 1982 y 1983, culminando con la victoria de Picadero Comansi.

## Liga regular
| Pos. | Equipo                   | Pts. | PJ | G  | E | P  | GF   | GC   | Dif. | Clasificación o descenso    |
| ---- | ------------------------ | ---- | -- | -- | - | -- | ---- | ---- | ---- | --------------------------- |
| 1    | Picadero Comansi         | 57   | 20 | 19 | 0 | 1  | 1738 | 1129 | +609 | Campeón                     |
| 2    | Canoe N. C.              | 52   | 20 | 17 | 1 | 2  | 1523 | 1184 | +339 |                             |
| 3    | Celta Citroën            | 48   | 20 | 16 | 0 | 4  | 1508 | 1185 | +323 |                             |
| 4    | Avon Alcalá              | 35   | 20 | 11 | 2 | 7  | 1552 | 1457 | +95  |                             |
| 5    | Menén Hispano Francés    | 27   | 20 | 9  | 0 | 11 | 1360 | 1468 | −108 |                             |
| 6    | GE Iberia                | 25   | 20 | 8  | 1 | 11 | 1659 | 1539 | +120 |                             |
| 7    | Betania Patmos           | 25   | 20 | 8  | 1 | 11 | 1484 | 1573 | −89  |                             |
| 8    | CB Las Banderas          | 24   | 20 | 8  | 0 | 12 | 1485 | 1592 | −107 |                             |
| 9    | Coronas Light            | 16   | 20 | 5  | 1 | 14 | 1276 | 1597 | −321 |                             |
| 10   | Escolapias de Madrid     | 12   | 20 | 4  | 0 | 16 | 1211 | 1620 | −409 |                             |
| 11   | Universitario Valladolid | 6    | 20 | 2  | 0 | 18 | 1039 | 1492 | −453 | Descenso a Segunda División |

 Fuente: BRD

## Postemporada
- Campeonas de la Primera División Femenina 1982-83: Picadero Comansi (6º título).
- Campeonas de la Copa de la Reina 1982-83: Picadero Comansi (6º título).
- Clasificadas para Copa de Europa de Campeonas 1983-84: Picadero Comansi.
- Clasificadas para Copa Ronchetti 1983-84: Betania Patmos.
- Descendidas a Segunda División:  Universitario Valladolid.
- Ascendidas de Segunda División:  Mary Cusanz y Reales Las Palmas.